# Salvatore Gambino
Salvatore Gambino (* 27. November 1983 in Hagen) ist ein deutscher ehemaliger Fußballspieler.

## Karriere
Seine Karriere begann beim VfB Westhofen in Schwerte. Gambino spielte ab 1996 bei Borussia Dortmund. Er wurde zunächst bei den C-Junioren, später bei den B-Junioren, bei den A-Junioren und dem Amateurteam von Borussia Dortmund eingesetzt. Beim DaimlerChrysler Junior Cup 2002 wurde Gambino zum besten Spieler des Turniers gewählt. Mit diversen Jugendmannschaften von Borussia Dortmund wurde er Deutscher Meister. Nachdem er in der Saison 2003/04 20 Bundesligaspiele absolviert und bei seinem zweiten Einsatz gegen Bayer Leverkusen gleich einen Doppelpack erzielt hatte, kam er, aufgrund häufiger Verletzungen, in der Saison 2004/05 auf gerade mal zehn Einsätze. Bei Borussia Dortmund wurde er als Außenstürmer eingesetzt, der als technisch versierter Spieler auch gerne mal zu einem Dribbling ansetzte. Zur Saison 2006/07 wechselte er zum 1. FC Köln. Ihm hatte auch ein Angebot des 1. FSV Mainz 05 vorgelegen.
Nach zwei Jahren in Köln und dem Aufstieg mit dem 1. FC Köln in die Bundesliga wechselte er zu TuS Koblenz. In der Saisonvorbereitung verletzte sich Gambino jedoch und kehrte erst zum Ende der Saison zurück in den Kader. Im Juni 2009 wurde sein Vertrag in Koblenz aufgelöst. Im Oktober 2009 absolvierte er ein Probetraining beim norwegischen Erstligisten Kongsvinger IL, wurde aber nicht unter Vertrag genommen.
Familiäre Beziehungen führten ihn nach Italien. Am 29. Dezember 2010 unterschrieb Gambino einen Vertrag in der italienischen vierten Liga, der Lega Pro Seconda Divisione, beim Aufsteiger Trapani Calcio. Am Ende der Saison wurde der Verein Zweiter und qualifizierte sich für die Play-off-Spiele. Dort bezwang man im Halbfinale FC Neapolis Mugnano und im Finale AS Avellino 1912. Daher stieg Gambino mit dem Verein in die dritte Liga, die Lega Pro Prima Divisione, auf. In der Saison 2011/12 absolvierte er 32 Spiele und erzielte neun Tore. Der Verein war als Aufsteiger lange Tabellenführer und musste sich am Ende der Saison nur knapp Spezia Calcio geschlagen geben, qualifizierte sich aber wieder für die Play-off-Spiele. Dort scheiterte der Verein im Finale an der SS Virtus Lanciano.
Im Sommer 2012 wechselte Gambino zum Serie-B-Absteiger AS Gubbio 1910. Nach einem Monat löste er seinen Vertrag auf und wechselte Ende August 2012 zurück zu Trapani Calcio.
Im Oktober 2015 unterschrieb er einen Vertrag beim Oberligisten Westfalia Rhynern. Gambino ist parallel zum Fußball als Sachbearbeiter in einem Werler Autohaus tätig. Seit Dezember 2021 ist er Trainer des westfälischen Landesligisten TuS 1910 Wiescherhöfen.